# 피난소

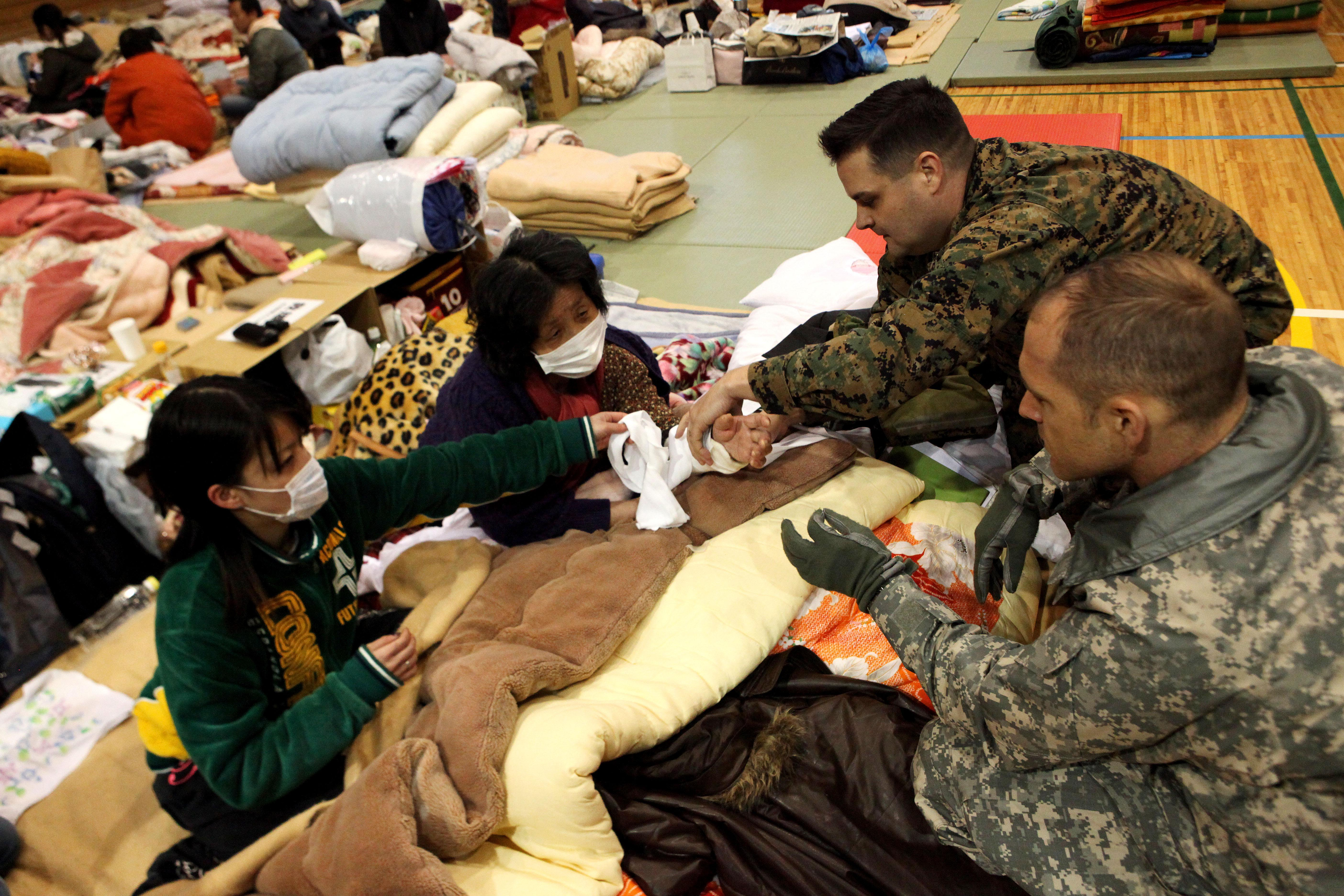
동일본 대지진 때 학교에 설치된 대피소. 이재민이 미국 군의관의 진찰을 받고 있다. (2011년 3월 21일)

피난소(避難所)는 재해에 의해 단기간의 피난 생활을 강요당한 경우, 일정 기간의 피난 생활을 하는 시설로, 학교의 체육관으로 지정되는 경우가 많다.

## 같이 보기
- 난민
- 대피소
- 이재민